# Suze Middendorp
Suze (Susanna) Middendorp (Amsterdam, 1 december 1869 - Bussum, 18 maart 1973) was een Nederlands kunstschilderes. Ook was ze actief als aquarellist, pastellist en tekenlerares. Ze volgde opleidingen aan achtereenvolgens de Dagtekenschool voor den Werkenden Stand en de Rijksnormaalschool voor Teekenonderwijzers. Ze was een leerling van Jan Derk Huibers en Antoon Molkenboer.
Middendorp richtte zich in haar schilderijen met name op landschappen en de portretkunst; zo heeft Middendorp al haar familieleden geportretteerd. Ze werkte het grootste deel van haar leven in het Gooi, waar begin 20ste eeuw een grote kunstenaarsgemeenschap was gevestigd.
Middendorp bleef tot op hoge leeftijd schilderen en overleed in Bussum op 103-jarige leeftijd.